# هل واکر
هل واکر (انگلیسی: Hal Walker؛ ۲۰ مارس ۱۸۹۶ – ۳ ژوئیهٔ ۱۹۷۲) کارگردان اهل ایالات متحده آمریکا بود. 